# Soku Dakishimete

Soku Dakishimete (即 抱きしめて Abrázame inmediatamente?)es el segundo sencillo indie de ℃-ute. Fue lanzado el 3 de junio de 2006.

## Lista de canciones
- Soku Dakishimete
- Soku Dakishimete (Instrumental)

## Miembros presentes
- Erika Umeda
- Maimi Yajima
- Megumi Murakami
- Arihara Kanna
- Saki Nakajima
- Airi Suzuki
- Chisato Okai
- Mai Hagiwara